# The Lady of the Rivers
A Senhora das Águas é um romance histórico publicado pela autora Philippa Gregory em 2011 como parte da série Tudor e Plantageneta. A história é narrada por Jacquetta de Luxemburgo, mãe de Elizabeth Woodville, e cobre o período do reinado de Henrique VI.   O romance serve como um pré-sequência do romance A Rainha Branca, que relata a história do reinado de Woodville como rainha consorte da Inglaterra. 

## Enredo
Com catorze anos, Jacquetta aprende através de sua tia-avó Jehanne, a Demoiselle de Luxemburgo, segredos de sua família que envolvem a descendência de mulheres ligadas a figura mitológica conhecida como Melusina e poderes passados através de gerações. 
Jacquetta faz amizade com Joana d'Arc, que é uma prisioneira no castelo de seu tio, mas presencia os horrores da execução de Joana durante o final da Guerra dos Cem Anos. Vários anos mais tarde, aos 17 anos, Jacquetta se casa com Jonh de Lencastre, Duque de Bedford, o tio de Henrique VI. Na noite de núpcias, no entanto, o duque revela que deseja mantê-la virgem para que ela possa usar os poderes de sua família de forma mais pura em seus  experimentos alquímicos, pesquisando a habilidade de transformar ferro em ouro. Mais tarde, ele morre e deixa Jacquetta uma viúva com apenas 20 anos. Ela e o bonito escudeiro do duque, Richard Woodville, percebem que se apaixonaram e se tornam amantes. Retornando à Inglaterra, eles se casam em segredo antes que o rei escolha outra pessoa para que ela se case. Jacquetta é desonrada em decorrência do casamento e o casal é exilado da corte. Ela logo dá à luz sua primeira filho, Elizabeth . 
Uma vez que Jacquetta e Richard são perdoados e autorizados a voltar a corte, os dois tornam-se companheiros próximos do jovem rei Henrique VI e de sua nova noiva francesa Margaret de Anjou, uma parenta de Jacquetta. Logo após o casamento, no entanto, o casal real torna-se cada vez mais impopular e há várias revoltas pelo país. Eles dependem fortemente do conselho de favoritos e da riqueza e títulos deles, incluindo as de Richard e Jacquetta. Anjou se frustra com o marido e quando ela finalmente engravida, surgem duvidas de que o verdadeiro pai do bebê é Edmund Beaufort, 2º Duque de Somerset . Quando o rei entra em coma, Jacquetta é uma companheira constante da Rainha e permanece ao lado dela pelos próximos anos. Quando o Rei finalmente desperta, o país é mergulha em uma guerra civil entre as casas reais de Lancaster e York, liderada por Richard de York . 
Devido a doença de Henrique VI, Margaret cria exércitos para lutar em nome de seu marido. Ela ainda recebe um exército de escoceses para lutar contra os Yorks, o que a torna ainda mais impopular entre as pessoas. Eventualmente após a batalha, Margaret é forçada a fugir para a França e Jacquetta retorna para sua casa, longe da corte. Sua filha, Elizabeth, também retorna após a morte de seu marido, que liderava a cavalaria lancastriana. A história termina com Elizabeth indo até o novo rei Edward IV para conquistar de volta suas terras. Jacquetta olha da janela de sua casa para ver Elizabeth caminhando com Edward, terminando onde A Rainha Branca começa. 

## Recepção
A revista Publishers Weekly publicou que o romance de Gregory, "retrata mulheres espirituosas em desacordo com homens poderosos, misturando eventos históricos com drama e figuras há muito tempo mortas ou inventadas, com falhas reais e grandes emoções". A crítica acrescenta que a autora "faz com que a história (em boa parte precisa) ganhe vida para os leitores (principalmente mulheres) ao dar crédito a rumores persistentes de que os historiadores acadêmicos (a maioria homens) se afastaram". 